# Acianthera breviflora
Acianthera breviflora  es una especie de orquídea. Es originaria de  Santa Catarina, Río de Janeiro y Espírito Santo en Brasil.

## Descripción
Son orquídeas de pequeño a mediano tamaño, muy robustas de crecimiento subcespitoso, tallos más cortos que las hojas, con hojas gruesas y cilíndricas y duras, ovales, inflorescencia con dos o tres flores blancas, pubescente externamente con ovario pubescente. A menudo se ven que han polinizado plantas cuyas flores ni siquiera abierto.
Esta especie fue descrita por Lindley en México pero nunca se encontró de nuevo. Lo más probable es que se trataba de un error o de plantas mezcladas con otras hierbas de Brasil. Una flor cuyo colorido resulta ser igual a la planta que se describe más adelante por João Barbosa Rodrigues como Pleurothallis spilantha después  Acianthera spilantha.

## Taxonomía
Acianthera breviflora fue descrita por (Lindl.) Luer  y publicado en Monographs in systematic botany from the Missouri Botanical Garden 95: 253. 2004.
Etimología
Ver: Acianthera
breviflora: epíteto latín que significa "con flores pequeñas".
Sinonimia
- Humboltia breviflora (Lindl.) Kuntze
- Pleurothallis breviflora Lindl.[5][6]